# Eleutherai

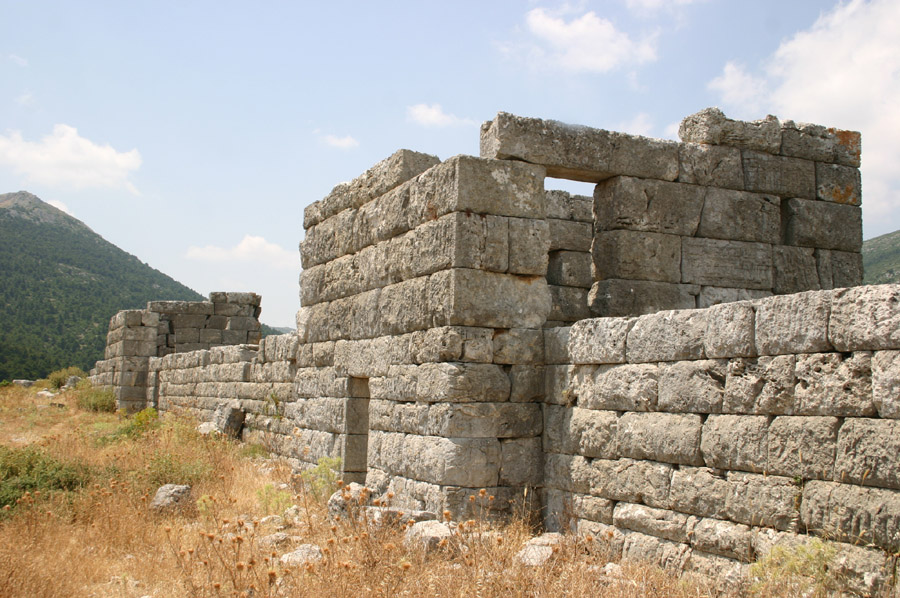
Bild 1. Teil der nördlichen Befestigungsmauer von Eleutherai.

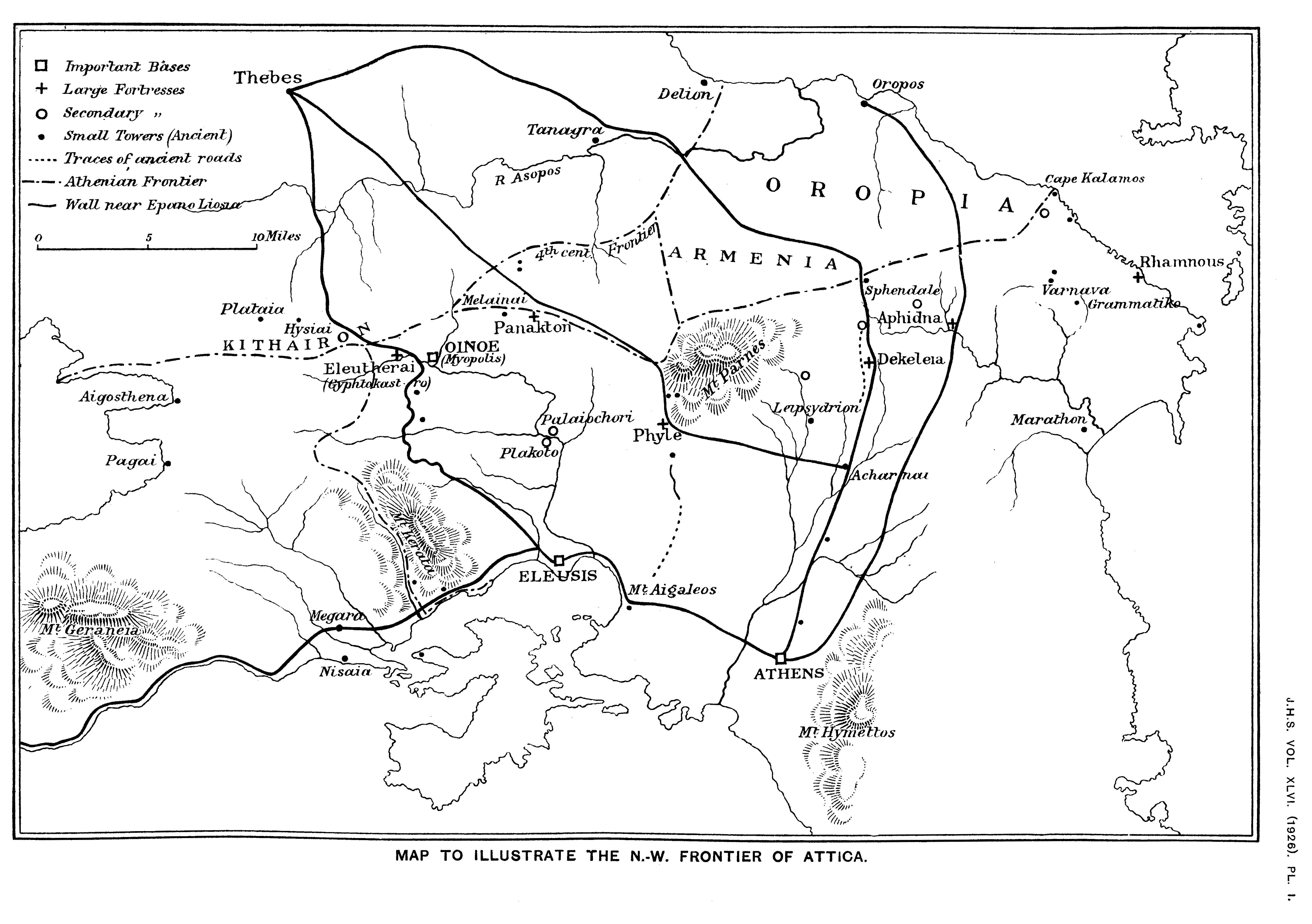
Bild 3. Kartenausschnitt mit der Nordwestgrenze des antiken Attika („Athenian Frontier“).
Die drei Orte, die in der Diskussion um die Lokalisierung von Eleutherai eine Rolle spielten, liegen südlich der Nordgrenze zwischen Attika und Böotien (von West nach Ost): Eleutherai (Gyphtokastro), Oinoe (Myopolis) und Panakton.

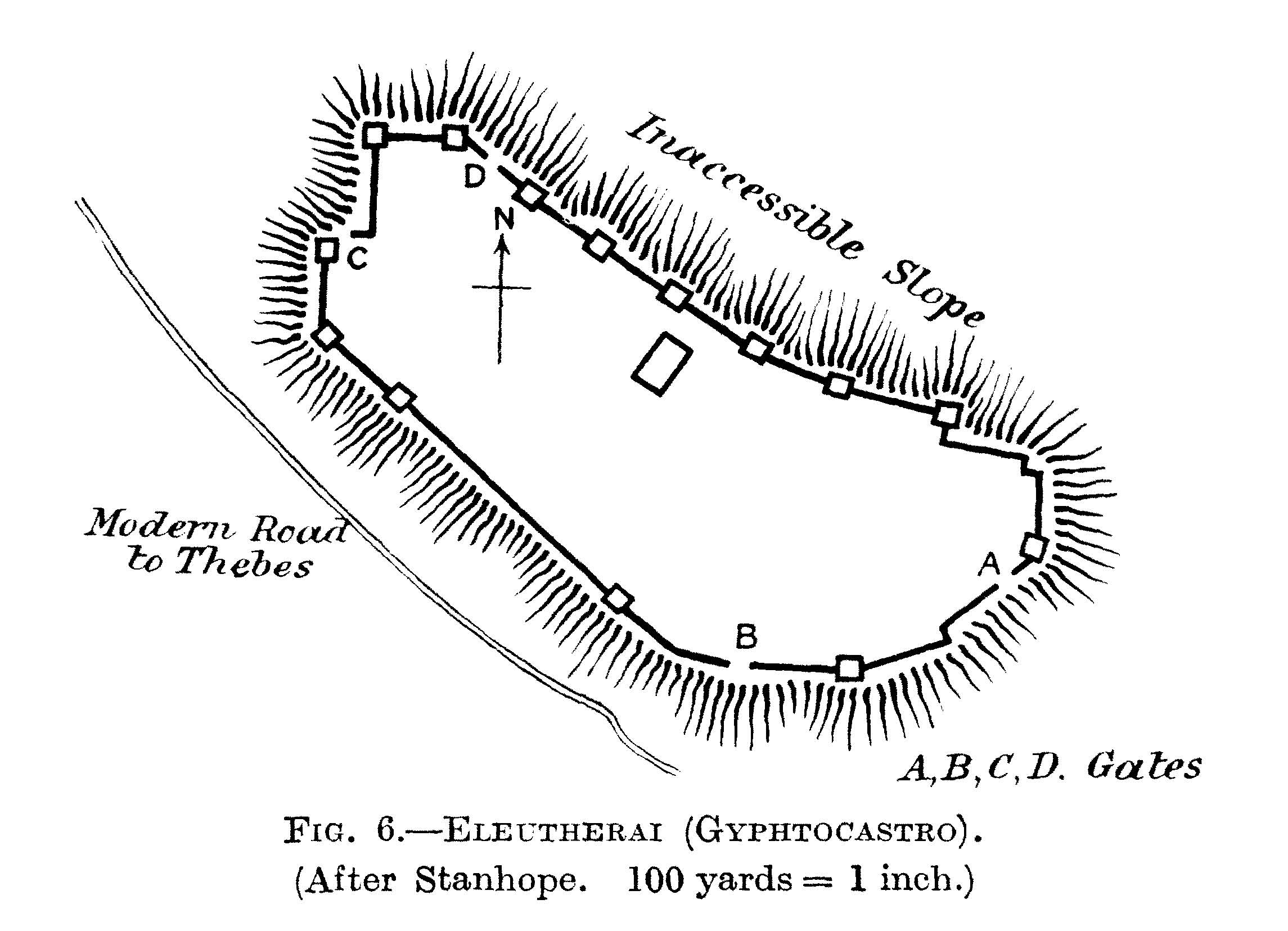
Bild 4. Grundriss der ehemaligen Festung nach Stanhope, 1817 (die Nord-Richtung ist falsch eingezeichnet).

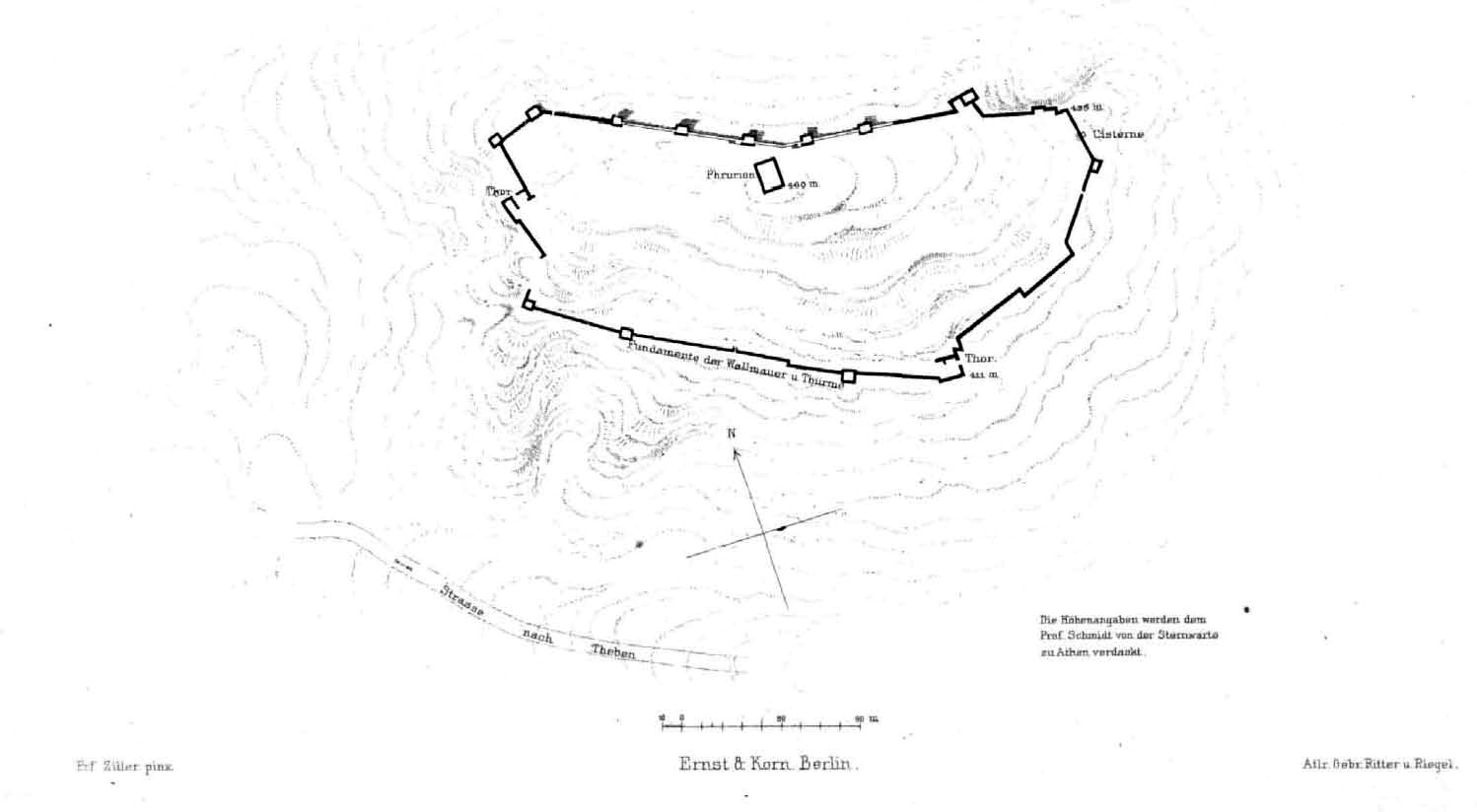
Bild 5. Grundriss der ehemaligen Festung nach Ziller, 1876.

Eleutherai war ein antiker griechischer Ort an der Grenze zwischen Attika und Böotien, der durch seine Festung, als ursprünglicher Kultort des Dionysos Eleuthereus und als Geburtsort des Bildhauers Myron bekannt wurde.

## Lokalisierung
Unter den Fachgelehrten herrschte lange keine Einigkeit über den Standort des historischen Eleutherai (Bild 2 und 3). Zwei Lokationen standen zur Diskussion:
- Giftokastro
- Panakton

Die in der Literatur angeführten antiken Quellen waren nicht klar genug, um die Diskussion zu entscheiden. So wurde z. B. für Giftokastro eine Stelle bei Pausanias ins Feld geführt:

„Wendet man sich von Eleusis gegen Böotien, so grenzt die Landschaft der Platäer an Attika; denn vorher waren die Einwohner von Eleutherä die Grenznachbarn der Athener: nachdem aber Diese mit den Athenern vereiniget worden sind, so ist nun der Cithäron die Grenze Böotiens.“

Als Beleg für Panakton diente eine Stelle bei Thukydides:

„Um dieselbe Zeit gewannen die Böotier Panaktum, einen festen Platz an der Athenischen Grenze, durch Verrath.“

Es standen sich zwei Fraktionen gegenüber, die beide auf ihrer Meinung beharrten. Bei Ausgrabungen in den 1980er Jahren fand der US-amerikanische Archäologe Mark Munn in der Nähe von Panakto eine Inschrift, die den Ort als das historische Panakton identifizierte, so dass es als Lokation von Eleutherai ausschied.
Die Gleichsetzung von Giftokastro mit Eleutherai hat sich inzwischen offenbar durchgesetzt. Die weiteren Ausführungen gehen von der Identität Eleutherais mit Giftokastro aus.

## Lage
Die strategische Grenzbastion zwischen Attika und Böotien liegt in 468 m Höhe auf einem isolierten Felshügel, etwa 100 m höher als der westlich vorbeiführende Kaza-Pass, dem in der Antike einzigen fahrbaren Weg zwischen dem Kithairon- und dem Parnes-Gebirge. Über diesen Pass verlief die Straße von Athen nach Theben, der Hauptverbindungsweg zwischen Nordgriechenland und der Peloponnes.
Ursprünglich zu Böotien gehörig, schlossen sich die Bewohner von Eleutherai in mythischer Zeit oder im 6. Jahrhundert vor Christus den Athenern an.
Heute gelangt man über die Nationalstraße 3 nach Giftokastro. Auf dem Streckenabschnitt zwischen den Orten Erythres und Oinoi mündet von Westen her die Straße von Vilia ein. Etwa 1 km nördlich der Einmündung liegt rechts von der Nationalstraße Giftokastro.

## Festung
Die Ausführungen in diesem Abschnitt stützen sich auf Ariadne 2011, Papadopoulos 2011, Ziller 1879, den Artikel „Eleutherai“ in dem Odysseus-Portal des Griechischen Ministeriums für Kultur und Tourismus und die Hinweistafel der „3. Ephorie für Prähistorische und Klassische Altertümer“, die in der Nähe eines Eingangs der Festung angebracht ist.
Zu den Grundrissen (Bild 4 und 5): Auf Flickr findet sich ein Foto der Hinweistafel. mit einer aktuellen Grundrisszeichnung der Festung. Google Maps bietet eine detaillierte Luftbildansicht des aktuellen Zustands der Festung.

### Festungsmauer
Eleutherai/Giftokastro ist eine der besterhaltenen Befestigungen des antiken Griechenland.
Die Festungsmauer, die zwischen 370 und 360 vor Christus erbaut wurde, passt sich in einem unregelmäßigen Viereck der Geländeformation an. Die Langseiten verlaufen fast geradlinig in beinahe west-östlicher Richtung und sind etwa 300 m lang. Die unregelmäßigen Schmalseiten haben eine Länge von etwa 100 m. Der Gesamtumfang der Festungsmauer betrug ca. 860 m. „Die ummauerte Fläche entspricht also etwa der Akropolis von Athen [oder vier Fußballfeldern] und umfasst ungefähr 3 ha“.
An wichtigen Punkten war die Mauer durch zwei- oder dreistöckige Türme mit Schießscharten verstärkt. Sie hatten einen quadratischen Grundriss mit einer Seitenlänge von 6 m und waren über begehbare, durchschnittlich etwa 2,5 m breite Wallmauern miteinander verbunden. Die Nordseite war mit sieben Türmen am dichtesten besetzt, die übrigen fünf Türme verteilten sich auf die restlichen Seiten. Die Festung verfügte über einen doppelten Haupteingang im Westen, einen Nebeneingang im Südosten sowie zwei schmale Pforten an der Nordseite.

### Mauerwerk
Das aus Kalksteinquadern bestehende Mauerwerk wurde in isodomer Bauweise errichtet, d. h. die Mauern wurden ihrer ganzen Dicke nach aus Quadern hergestellt. Zum Mauerwerk bemerkte 1879 der anonyme Autor eines Reiseberichts über Eleutherai: „Die Steine sind glatt und wohlbehauen, genau auf einander passend. Ohne Mörtel ist der Bau gefügt und in den Fugen wächst kein Gras. … Wir haben eine Leistung von Sauberkeit und Liebe in der Ausführung vor uns, welche an die Mauern der besten hellenischen Zeit erinnern, z. B. an die des Dipylon von Messene oder die Mauern der Propyläen zu Athen.“

### Garnisonsgebäude
Auf dem höchsten Punkt des Festungsgeländes, nahe an der nördlichen Mauer, wurden die Grundmauern eines wohl zweistöckigen Gebäudes mit einer Grundfläche von 16 × 11 m gefunden. Der Bau aus mächtigem Polygonalmauerwerk, von dem noch 3–4 Lagen erhalten sind, ist mit seinen Langseiten genau in Nord-Süd-Richtung ausgerichtet. Durch ein Tor in der östlichen Längswand gelangt man in einen Gang, zu dessen Seiten sich je zwei aneinandergrenzende Räume befinden. Der Bau wurde wahrscheinlich im 5. Jahrhundert errichtet und nach Fertigstellung der Festung vermutlich als Garnisonsgebäude benutzt. Andere verstreute Funde niedrigen Mauerwerks auf dem Gelände deuten darauf hin, dass es außer dem Garnisonsgebäude noch weitere Bauten gab.

### Erhaltungszustand
Die Nordseite der Festung ist am besten erhalten. Das Mauerwerk steht bis zu einer Höhe von 4 bis 6 m, von den sieben Türmen sind erhebliche Reste geblieben, und die Wallmauer ist teilweise noch begehbar. Von den übrigen Seiten haben nur geringe Reste überdauert.

## Personen

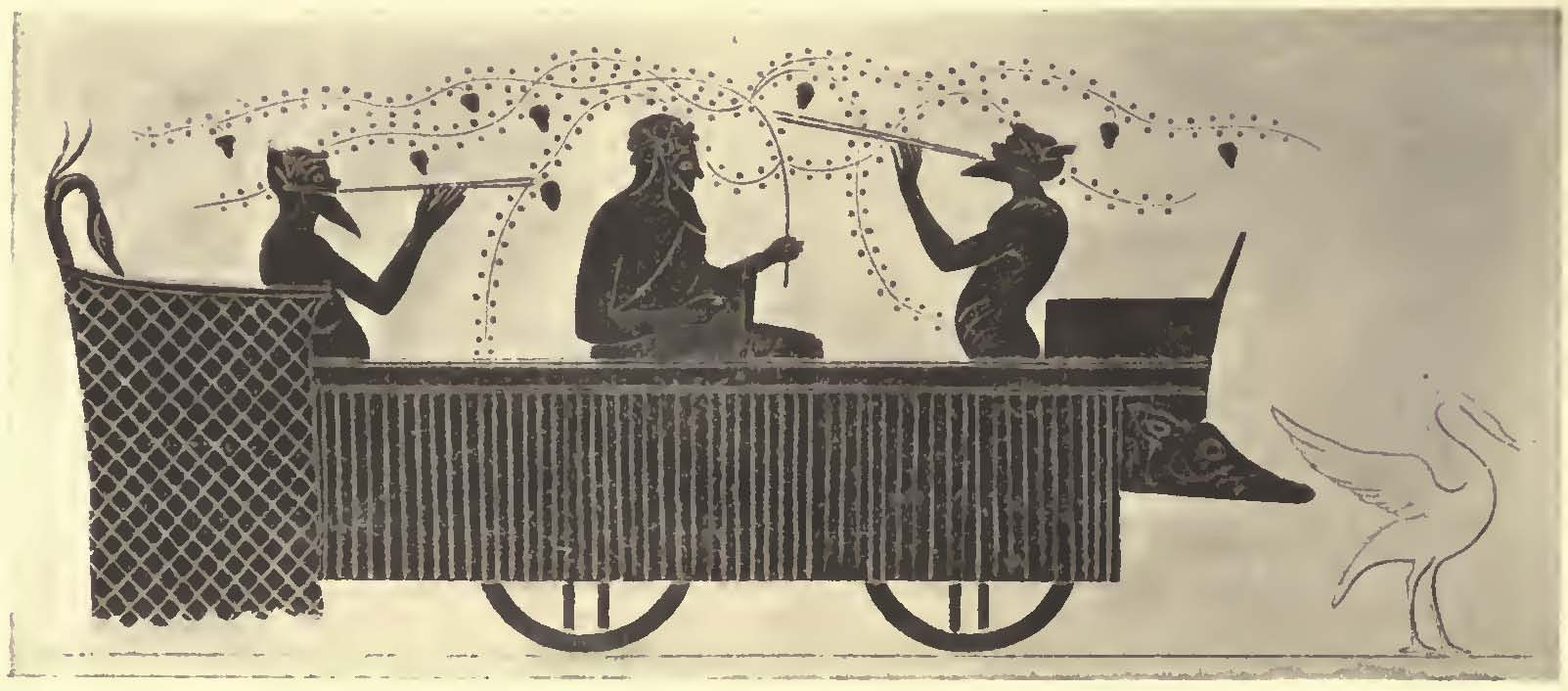
Bild 6. Attischer Skyphos mit Schiffskarrenprozession während der Großen Dionysien. Ausschnitt: Schiffskarren mit der Holzstatue des sitzenden Dionysos Eleuthereus.

### Eleuther, Eleuthera, Artemis Eleuthera, Mnemosyne, Myron, Pegasos
Einige Personen sind durch Mythos oder Geburt mit Eleutherai verbunden. Der mythische Gründer und Namensgeber der Stadt war Eleuther, der vielleicht mit einer realen Person übereinstimmen könnte, die im 6. Jahrhundert vor Christus gelebt haben mag.
Die Existenz einer Göttin namens Eleuthera wird nur von Karl Kerényi behauptet: „Eleutherai, dem der Name der Göttin Eleuthera zugrunde liegt, wie diesen beiden Eleuther“. Allerdings führt er dafür keine Belege an.
Auch die Göttin Artemis wird als Artemis Eleuthera nur in Verbindung mit dem lykischen Ort Myra erwähnt, ohne dass ein Bezug zu Eleutherai nachweisbar wäre.
Nach Hesiods Theogonie war die Göttin Mnemosyne, die dem Zeus die neun Musen gebar, die „Beherrscherin von Eleuthers Höhen“.
Nach einer Quelle wurde die Statue des Dionysos Eleuthereus durch Pegasos von Eleutherai nach Athen gebracht (siehe Abschnitt Dionysos Eleuthereus).
Der Bildhauer Myron soll in Eleutherai geboren worden sein. Er wurde u. a. berühmt durch die Bronzestatue eines Diskuswerfers (Diskobolos), die in unzähligen Kopien nachgeahmt wurde.

### Dionysos Eleuthereus
Es ist nicht zweifelsfrei belegt, warum Dionysos, der griechische Gott des Weines, auch den Namen Dionysos Eleuthereus (lateinisch: Dionysos Eleutherius) oder Dionysos von Eleutherai erhielt. Die geläufigen Deutungsvarianten beruhen auf der etymologischen, mythischen bzw. historischen Herleitung des Namens.
| 1. | Nach einer etymologischen Deutung erhielt Dionysos den Beinamen Eleuthereus (Befreier), weil er durch die betäubende Wirkung des Weins den Menschen von Kummer, Leid und Sorgen befreit. |
| 2. | Eine teils etymologische, teils mythische Herleitung schreibt Dionysos den Beinamen Eleuthereus zu, weil er als Befreier vom orgiastischen Wahnsinn galt, so wie er auch Eleuthers Töchter vom Wahnsinn erlöste (siehe Nr. 4). |
| 3. | Ein Scholion zu Hesiods Theogonie berichtet, dass nicht Dionysos als Befreier auftrat, sondern selbst vom Wahnsinn befreit werden musste: „Eleuther war ein König in dem Land und ein Berg mit dem Namen des Heros’, Sohn von Apollon und Aithusa, eine Tochter Poseidons. Eleuther ist auch der Name einer Stadt in Böotien, wo Mnemosyne verehrt worden sein soll. Sie [die Stadt] wird so genannt, weil Dioysos dort von seinem Wahnsinn geheilt und befreit wurde.“ |
| 4. | Eine weitere Ableitung des Namens beruht auf einem alten Mythos. Demnach erschien Dionysos einst in einem schwarzen Ziegenfell den Töchtern von Eleuther, die ihn aber wegen seiner Kleidung verspotteten. Der Gott strafte darauf alle Männer der Stadt mit Satyrismus, einer krank- und schmerzhaften Dauererektion. In ihrer Verzweiflung befragten die Eleutherianer das Apollo-Orakel in Delphi, das ihnen riet, zur Buße die Statue des Dionysos in einer Prozession nach Athen zu geleiten. Die Herkunft der Statue aus Eleutherai veranlasste demnach die Benennung des Dionysos mit dem Beinamen Eleuthereus. |
| 5. | Im 6. Jahrhundert vor Christus soll die Statue von Eleutherai nach Athen verbracht worden sein. Dies ist nicht nur mythisch, sondern auch historisch belegt. Der Reiseschriftsteller Pausanias berichtet im 2. nachchristlichen Jahrhundert: „In dieser Ebene [von Eleutherai] ist ein Tempel des Dionysus, und von hier haben die Athener das alte Schnitzbild geholt; das jetzige zu Eleutherä ist jenem nachgebildet worden.“ An anderer Stelle behauptet Pausanias, dass Pegasos von Eleutherai, eine mythologische Person, den Kult nach Athen gebracht haben soll: „... Pegasus aus Eleutherä, welcher die Verehrung dieses Gottes [Dionysos] bei den Athenern eingeführt hat.“ Die Behauptung, dass der Athener Tyrann Peisistratos die Überbringung der Statue nach Athen veranlasst haben soll, scheint nicht belegt zu sein (siehe auch die „Statue des Dionysos Eleuthereus“ von Alkamenes). |

In Athen wurde die Statue des Dionysos Eleuthereus hinter dem Dionysos-Theater im alten Tempel des Dionysos aufbewahrt. Einmal jährlich, zu Beginn des Fests der Städtischen oder Großen Dionysien im Frühjahr, wurde sie zum Gedenken an die ursprüngliche Verbringung aus Eleutherai hervorgeholt, in einem Schiffskarren (Bild 6) zu einem Tempel im nordwestlichen Stadtteil Kerameikos (auf der Straße nach Eleutherai) geleitet und nach Darbringung eines Opfers wieder in den Dionysos-Tempel zurückgebracht.

### Antiope

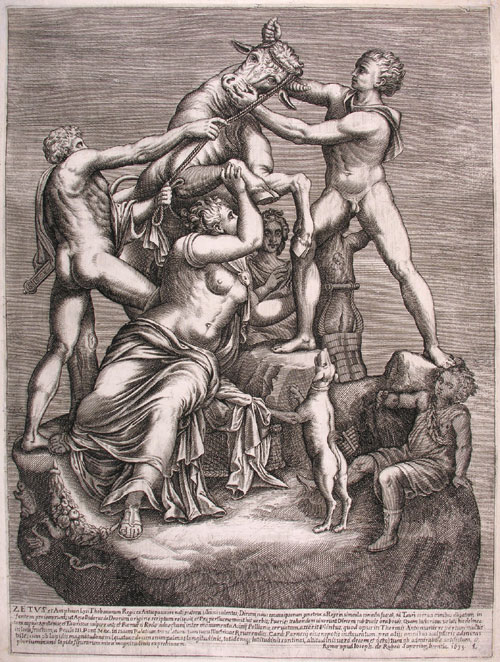
Bild 7. Marmorgruppe „Farnesischer Stier“. Zethos und Amphion (rechts, mit beigestellter Leier) binden das Haar der Dirke an die Hörner des Stiers, der sie zu Tode schleifen soll. Hintergrund Mitte: Antiope.

Eleutherai war zeitweise auch Schauplatz der Sage um Antiope. – Die von Zeus geschwängerte Antiope gebärt im Kithairon-Gebirge bei Eleutherai die Zwillinge Zethos und Amphion und wird von ihrem Onkel Lykos gezwungen, die Kinder im Gebirge auszusetzen. Während Antiope von Lykos und seiner Frau Dirke gefangengehalten wird, zieht ein Rinderhirt die Kinder groß. Als sie zu Jünglingen herangereift sind, flieht Antiope aus der Gefangenschaft nach Eleutherai. Von ihren Söhnen unerkannt, gerät sie durch die herbeigeeilte Dirke in lebensgefährliche Intrigen, die durch Dirkes Hinrichtung gesühnt werden.

## Ortsname
Der antike Ortsname ist Eleutherai, der moderne Name ist Giftokastro. Die Tabelle gibt eine Übersicht über geläufige Namensformen.
| Sprache                           | Schreibweise              | Transkription                 | Aussprache               |
| Altgriechisch                     | Ἐλευθέραι                 | Eleuthérai                    |                          |
| Deutsch                           | Eleutherai                |                               |                          |
| Englisch                          | Eleutherae                |                               | ilúθeri, IPA: [ɪ'luθəri] |
| Französisch                       | Eleuthères                |                               |                          |
| Italienisch                       | Eleutere                  |                               |                          |
| Lateinisch                        | Eleutherae oder Eleutherä |                               | eleuthérä                |
| Neugriechisch (antiker Ortsname)  | Ελευθερές                 | Elefterés                     |                          |
| Neugriechisch (moderner Ortsname) | Γυφτόκαστρο               | Giftokastro oder Gyphtokastro |                          |
| Portugiesisch                     | Eleutera                  |                               |                          |
| Russisch                          | Элевферы                  | Eleftery                      |                          |
| Spanisch                          | Eléuteras                 |                               |                          |

### Allgemein
- Jean-Pierre Adam: L’architecture militaire grecque. Paris 1982, ISBN 2-7084-0061-4, S. 217, Abb. 252, Fig. 126.
- Ariadne: Gyphtokastro. online 2011 arachne.uni-koeln.de.
- Karl Julius Beloch: Zur Karte von Griechenland / 3. Eleutherae. In: Klio: Beiträge zur alten Geschichte. 11.1911, S. 436–439.
- Yves Béquignon: Oinoe (Myoupolis) Attica, Greece. In: Richard Stillwell u. a. (Hrsg.): The Princeton Encyclopedia of Classical Sites. Princeton University Press, Princeton NJ 1976, ISBN 0-691-03542-3 (englisch, perseus.tufts.edu).
- Nicola Bonacasa: Gyphtokastro (“Eleutherai”) Greece. In: Richard Stillwell u. a. (Hrsg.): The Princeton Encyclopedia of Classical Sites. Princeton University Press, Princeton NJ 1976, ISBN 0-691-03542-3 (englisch, perseus.tufts.edu).
- Lilian Chandler: The North-West Frontier of Attica. In: The Journal of Hellenic Studies. 46.1926, S. 1–21.
- Frederick A. Cooper: The fortifications of Epaminondas and the rose of the monumental Greek city. In: James D. Tracy: City walls: the urban enceinte in global perspective. New York 2000, S. 155–191 books.google.de.
- Nic Fields; Brian Delf (Illustration): Ancient Greek fortifications 500-300 BC. Osprey Publishing 2006, S. 25–28 books.google.de.
- Hans Rupprecht Goette: Athen – Attika – Megaris: Reiseführer zu den Kunstschätzen und Kulturdenkmälern im Zentrum Griechenlands. Köln 1993, ISBN 3-412-03393-6, S. 246.
- Philip Harding: Androtion and the “Atthis”: the fragments translated with introduction and commentary. Oxford 1994, ISBN 0-19-872149-8, S. 105.
- Dionysia. In: M. C. Howatson (Herausgeber); Ian Chilvers (Hrsg.): Classical Literature Companion: The Concise Oxford Companion to Classical Literature. Oxford 1989, ISBN 978-0-19-866121-4.
- Karl Kerényi: Dionysos: Urbild des unzerstörbaren Lebens. Stuttgart 1994, besonders S. 110–112 books.google.de.
- Dimitrios Papadopoulos: Φρούριο Ελευθερών (Γυφτόκαστρο) [Die Festung Eleutherai (Giftokastro)]. (neugriechische Sprache) outopia.gr (Memento vom 11. Juli 2011 im Webarchiv archive.today) 2011.
- Bakchos. In: Heinrich August Pierer, Julius Löbe (Hrsg.): Universal-Lexikon der Gegenwart und Vergangenheit. 4. Auflage. Band 2: Aug …–Bodmer. Altenburg 1857, S. 227 (Digitalisat. zeno.org).
- Wilhelm Heinrich Roscher: Ausführliches Lexikon der griechischen und römischen Mythologie. Band 1. Leipzig 1884; archive.org.
- Wilhelm Heinrich Roscher: Ausführliches Lexikon der griechischen und römischen Mythologie. Band 3,2. Leipzig 1909; archive.org.
- Meletis Stathis: Ελευθηρ, Ελευθεραι, Ερενεια, Κουντουρα, Μανδρα [Eleuther, Eleutherai, Ereneia, Kountoura, Mandra]. Aspropyrgos 1992 (neugriechische Sprache) ellines-albanoi.blogspot.com.
- John Travlos: Bildlexikon zur Topografie des antiken Attika. Berlin 1988, ISBN 3-8030-1036-5, S. 170–176.
- Frederick E. Winter: Greek fortifications. London 1971, ISBN 0-7100-7149-3.
- B., Ernst Ziller (Illustration): Eleutherae und Aigosthena. In: Zeitschrift für Bauwesen. Nr. 4, 1879, Sp. 285–288 (zlb.de – Atlas: Blatt 44).